# 沃森湖

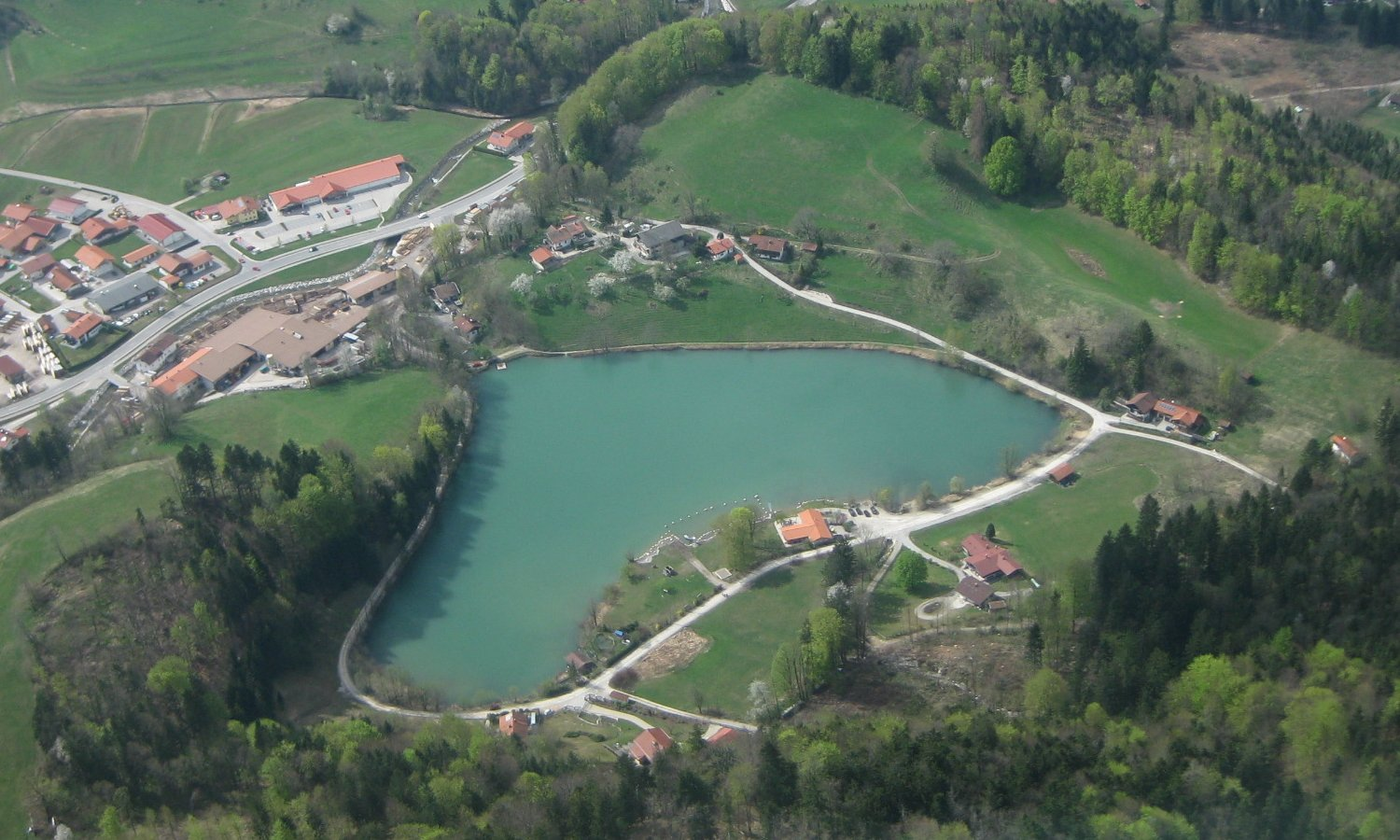

47°43′35″N 12°28′17″E / 47.72639°N 12.47139°E
沃森湖（德語：Wössener See），是德國的湖泊，位於該國東南部，由巴伐利亞州負責管轄，處於下沃森，面積0.04平方公里，海拔高度575米，平均水深3.6米，最大水深6.6米，水體容量15萬立方米。